# Matilde González-Izás
Matilde Leonor González-Izás (Guatemala, 1960) Historiadora y Socióloga guatemalteca, con experiencia en el diseño, gestión, coordinación y difusión de programas de investigación social en espacios rurales y urbanos desde una perspectiva procesual y socioespacial. Sus líneas de investigación giran en torno al desarrollo del capitalismo, la formación del Estado, el racismo, las desigualdades sociales y las desigualdades de género. Docente en diferentes posgrados en Ciencias Sociales. Actualmente, Profesora-Investigadora Asociada de Presidencia en El Colegio de México.
En su trabajo destaca las investigaciones realizadas entre 1998 y 2001 sobre los mecanismos utilizados por el ejército para mantener el poder local en San Bartolomé Jocotenango, departamento de El Quiché por los que fue víctima de amenazas y recibió el amparo de Amnistía Internacional y la Corte Interamericana de Derechos Humanos. Ha realizado trabajos de campo y procesos de formación con asociaciones comunitarias y organizaciones sociales en el Altiplano Noroccidental, Alta Verapaz, la Boca Costa Pacífica, el Nororiente y el Área Metropolitana de Guatemala. Actualmente es profesora-investigadora en el Programa de Estudios Sociopóliticos en FLACSO-Guatemala.

## Trayectoria
Cursó el profesorado en Historia y Ciencias Sociales en la Escuela de Historia de la Universidad de San Carlos de Guatemala (1986). Dos años después, 1989, termina la licenciatura en Historia en dicha universidad y se doctoró en Ciencias Sociales con especialidad en Sociología en el Centro de Estudios Sociológicos de El Colegio de México (2009) con la tesis "Modernización Capitalista, Racismo y Violencia en Guatemala"
Ha sido profesora en la Universidad de San Carlos de Guatemala dentro de la Maestría de Antropología Social y el Doctorado en Ciencias Sociales;  en el Posgrado de Ciencias Sociales FLACSO-Guatemala; y en la Universidad de León (UDL) dentro del seminario "Los debates teóricos sobre el Desarrollo Territorial y la formación del Estado en América Latina". Actualmente es profesora-investigadora en el Programa de Estudios Sociopóliticos en FLACSO-Guatemala.
Ha sido docente universitaria a nivel de licenciatura, maestría y doctorado. Además cuenta con extensa práctica en trabajo de campo y procesos de formación con asociaciones comunitarias y organizaciones sociales en el Altiplano Noroccidental, Alta Verapaz, la Boca Costa Pacífica, el Nororiente y el Área Metropolitana de Guatemala.
De 1998 a 2000 fue miembro del grupo de análisis comparado sobre la cultura en “tiempos de paz” en sociedades han sufrido conflictos violentos (Perú, Guatemala y Sudáfrica). Iniciativa del Programa de investigación “Sobrevivencia, identidad y organización en situaciones de inestabilidad” de la Universidad de Roskilde y el Centro de Estudios de Desarrollo, Dinamarca.
De 2003 a 2006 fue miembro del seminario permanente sobre la historia de Chiapas (siglos XIX y XX). UNAM-EL Colegio de México. México DF. 
En la actualidad es integrante del grupo de discusión "Estudios relacionases sobre el Estado y la sociedad en América Latina: diferencias y convergencias" de El Colegio de México-UNAM y del Laboratorio Mixto Internacional "Movilidades, Gobernanza y Recursos en la Cuenca Mesoamericana (LMI MESO)" avalado por Instituto de Investigación para el Desarrollo (IRD), CIESAS DF y CIESAS-Golfo, FLACSO Costa Rica y FLACSO Guatemala.

## Amenazas por sus investigaciones
Historiadora colaboradora con la Asociación para el Avance de las Ciencias Sociales ha investigado y publicado sobre los mecanismos utilizados por el ejército para mantener el poder local en San Bartolomé Jocotenango, departamento de El Quiché. Su trabajo desveló la complicidad del ejército en la violencia colectiva y los linchamientos en comunidades de todo el país. En octubre de 2001 Amnistía Internacional lazó una acción urgente de apoyo a González-Izás tras detectarse "estar sometida a vigilancia y haber recibido llamadas amenazadoras". González-Izás había recibido ya amenazas en 1998 y 1999.

El 2 de octubre, un hombre entró en la casa de Matilde Leonor González
Izas y robó su ordenador portátil, que contenía información sobre la
investigación que está llevando a cabo y sobre otro proyecto similar de
investigación en San Ildefonso Ixtahuacán, Huehuetenango. Ese mismo día, sus
vecinos advirtieron que unos individuos en dos automóviles diferentes estaban
vigilando su casa. Otros individuos vigilaron la casa el 5 de octubre, pero
en esta ocasión los vecinos los hicieron huir.
Amnistía Internacional. AI: AMR 34/039/2001/s

También la Comisión Interamericana de Derechos Humanos actuó para exigir al estado de Guatemala la protección de González-Izás:

El 24 de octubre de 2001 la Comisión se dirigió al Estado de Guatemala con el objeto de solicitar la adopción de medidas cautelares para preservar el derecho a la vida y a la integridad personal de Matilde Leonor González Izas y familia. La Comisión recibió información sobre una serie de actos de intimidación y amenaza relacionadas con el trabajo de la señora González, historiadora e investigadora social de la Asociación para el Desarrollo de las Ciencias Sociales en Guatemala (AVANCSO), quien recientemente había completado un estudio sobre “cómo las estructuras locales de poder muestra[n] vínculos entre élites locales, las fuerzas armadas e individuos que funcionaban durante el conflicto armado interno como Comisionados Militares y Patrulleros de Autodefensa Civil”. Tras la respuesta del Estado, las partes continuaron presentando información y observaciones con relación a estas medidas cautelares. La Comisión continúa realizando el seguimiento del cumplimiento de las medidas cautelares.
Comisión Interamericana de Derechos Humanos 2001

## Obra
En el año 2002 a pesar las presiones publicó sus investigaciones en dos tomos: Se cambió el Tiempo: Conflicto y Poder en Territorio Quiché 1880-1996 (Tomo I) AVANCSO y  Se cambió el Tiempo: Historias de Vida y Memoria Colectiva de San Bartolo  (Tomo II) AVANCSO.
Posteriormente continuó en sus investigaciones y publicaciones a partir de su experiencia en el diseño, gestión, coordinación e implementación de programas de investigación asociados a la formación del Estado, la conflictividad social y la violencia desde una perspectiva socio-territorial.

### Modernización capitalista, racismo y violencia en Guatemala
En Modernización capitalista, racismo y violencia en Guatemala (2014) El Colegio de México, González-Izás presenta la genealogía del proceso de modernización dominante en Guatemala ilustrando cómo el despliegue de la violencia extrema no es ajeno a las ideas y representaciones de la "modernidad" y el "progreso" que, según analistas, privilegiaron la eugenesia el fomento de la economía de plantación y el enriquecimiento desmedido de oligarcas nacionales y extranjeros a expensas de los agrosistemas y medios de vida de los pueblos indígenas de las Tierras Altas de Guatemala.

### Territorio, actores armados y formación del Estado
En Territorio, actores armados y formación del Estado  (2014) Cara Parens-U.Landivar plantea respuestas al por qué las políticas de Reforma del Estado que pretendían promover el desarrollo y la democratización de la política local en los años 80 y 90 del siglo XX, de nueva cuenta, están siendo amenazados por el tráfico de influencias, el crimen organizado y la impunidad administrativa y judicial. 
Sabiendo que, ni los actores políticos, ni las instituciones se transforman a partir de decretos de ley -muy de moda en estos tiempos-, la autora prioriza el estudio de los procesos sociales más relevantes que dieron forma al Estado desde la segunda mitad del siglo XX al presente, desde el nororiente de Guatemala : Zacapa, Chiquimula e Izabal.

## Publicaciones
Entre sus publicaciones están:

### Libros
- 2002, Se cambió el Tiempo: Conflicto y Poder en Territorio Quiché 1880-1996 (Tomo I). AVANCSO Guatemala. 500 Págs.
- 2002, Se cambió el Tiempo: Historias de Vida y Memoria Colectiva de San Bartolo  (Tomo II). AVANCSO Guatemala. 378 Págs.
- 2006, La Explotación Sexual Comercial de Niñas, Niños, Adolescentes en Guatemala ¿Un problema nuestro?   UNICEF/Guatemala. Ciudad de Guatemala. 122 Págs.
- 2010, Las Accidentadas trayectorias de la modernización capitalista en Guatemala (1750-1880). AVANCSO Ciudad de Guatemala. 139 Págs.
- 2012, Estado, Territorio: ¿gobernabilidad o gobernanza? El debate conceptual en América Latina. Universidad Rafael Landivar, Editorial Cara Parens. Guatemala. 223 Págs.[8]
- 2014, Territorio, Actores Armados y Formación del Estado. Universidad Rafael Landivar, Editorial Cara Parens. Guatemala. 382 Págs.[9]
- 2014, Modernización Capitalista, Racismo y Violencia en Guatemala (1730-1930). El Colegio de México, México D.F. 576 Págs.
- 2015, Formación del Estado y disputas territoriales en el Corazón del Triangular Norte de Centro América Siglos XIX y XX. Flacso-Guatemala (Texto para el debate)
- 2016, Crimen organizado y formación del Sistema de Fronteras en Guatemala (1980-2015), FLACSO-Ecuador. Publicación conjunta con Beatriz Zepeda y Carmen Rosa de León. (En proceso de dictamen académico).

### Artículos y capítulos de libros
- 2016, Dinámicas territoriales y Formación del Estado, en Uribe y Brachet (Comps.) Estado y sociedad en América Latina: un análisis relacional. El Colegio de México. México, DF. (En prensa).

- 2014, Labor Contractors to Military Specialists to Development Experts: Marginal Elites and Post-War State Formation." In Aftermath: War by Other Means in Post-Genocide Guatemala. C. McAllister and D. Nelson, eds. Durham: Duke University Press. Págs. 261-282.

- 2012, “Transformación del Estado y Territorio: Una invitación a seguir investigando” en Espacios Políticos, revista de la Facultad de Ciencias Políticas y Sociales. Guatemala, Universidad Rafael Landívar, año V, número 7.  Págs. 31-60.[10]

- 2011, Arbitrary Power and Sexual Violence en Grandin G. Levenson D. y Oglesby E.(Ed.) The Guatemala Reader: History, Culture, Politics. Duke, University Press. Durham and London. Págs 405- 410. (ISBN 978-0-8223-5094-1).

- “La formación transnacional del Estado. Modernización capitalista, inmigración europea y circuitos del café en Guatemala 1870-1930” en Agudo Sanchíz y Saavedra (Comp.) Universidad Iberoamérica y El Colegio de México, México D.F. Págs. 287-338 (ISBN 978-607-462-268-3).

- “Guatemala: Modernisation capitaliste et racisme dans les circuits du café” en Racisme: entre exclusion sociale et peur identitaire, Aternatives sud-Cetri Volume 17/2010/2. Centre Tricontinental-Cetri.  Louvain –la-Neuve Bruxelles, Belgique y Éditions Syllepse, Paris, France. Págs.119-134 (ISBN 978-2-84950-275-4).

- “Local Histories: A Methodology for Understanding Community Perspectives in Transitional Justice” in Van der Merwe, Baxter, and Chapman, (eds.)  Assessing the Impact of Transitional Justice: Challenges for Empirical Research. Institute of Peace Press. Washington, D.C.  Págs. 295-312 (ISBN 978-1-60127-036-8).

- “Continuidad e Imagen de un Poder Ejercido 'durante años” en Arenas Clara (comp.) En el Umbral: explorando los problemas de Guatemala en los inicios del siglo veintiuno. AVANCSO, Guatemala. Págs. 13-85. (ISBN 97899922-68-44-5).

- Guatemala: Paramilitarismo, Violencia y Género, en Azzellini Darío (Comp.) El negocio de la Guerra: nuevos mercenarios y terrorismo de Estado. Txlaparta (Primera edición 2005) y Monte Ávila Editores (Segunda edición 2009). Caracas Venezuela. Págs. 167-180  (ISBN 978-980-01-1736-1).

- "Nachhalting zum Schweigen gebracht. Paramilitarismus, Gewalt und Geschlecht in Guatemala". Azzellini und Kanzleiter (Hg.) Das Unternehmen Krieg. Assoziation A. Berlin, Hamburg, Göttingen- Germany. (Traducción comentada del Español al Alemán de Stefanie Kron) Págs. 85-98 (ISNN 3-935936-17-6).

- ‘The Man Who Brought the Danger to the Village: Representations of the Armed Conflict in Guatemala from a Local Perspective'. En Gunner, L. James D. Kaarsholm P. (edited.) Journal of Southern African Studies. Oxford UK. Págs. 317-336 (ISSN 0305-7070).

- ‘Entre el Discurso y la Realidad: Historias desde una Comunidad Quiché' en Wilson Fiona (edt.) 'Violencia y Espacio Social estudios sobre Conflicto y Recuperación.  Estudios de Desarrollo Internacional U. Roskilde Dinamarca, Centro de Estudios de Desarrollo Copenhague, Dinamarca y Universidad Nacional del Centro, Huancayo. Perú. Págs. 33-57 (ISBN 9972-9137-0-6).